# La Portella
La Portella là một đô thị trong tỉnh Lleida, cộng đồng tự trị Cataluña Tây Ban Nha. Đô thị La Portella có diện tích là 12,3 ki-lô-mét vuông, dân số năm 2009 là 773 người với mật độ 62,85 người/km². Đô thị La Portella có cự ly km so với tỉnh lỵ Lleida.